# Ambienti Xerici del Mont Torretta - Bellon
Ambienti Xerici del Mont Torretta - Bellon este o arie protejată (arie specială de conservare — SAC, sit de importanță comunitară — SCI) din Italia întinsă pe o suprafață de 49 ha, integral pe uscat.

## Localizare
Centrul sitului Ambienti Xerici del Mont Torretta - Bellon este situat la coordonatele 45°43′12″N 7°14′18″E / 45.719978°N 7.238368°E.

## Înființare
Situl Ambienti Xerici del Mont Torretta - Bellon a fost declarat sit de importanță comunitară în iulie 2001 pentru a proteja 10 specii de animale. Situl a fost protejat și ca arie specială de conservare în februarie 2013.

## Biodiversitate
Situată în ecoregiunea alpină, aria protejată conține 5 habitate naturale: Grohotișuri calcaroase și de șisturi calcaroase de la nivelul montan până la nivelul alpin (Thlaspietea rotundifolii), Pajiști uscate seminaturale și facies de acoperire cu tufișuri pe substraturi calcaroase (Festuco-Brometalia) (* situri importante pentru orhidee), Formațiuni de Juniperus communis pe lande sau pajiști calcaroase, Pante stâncoase calcaroase cu vegetație casmofită, Pajiști carstice calcaroase sau bazofile, de Alysso-Sedion albi.
La baza desemnării sitului se află mai multe specii protejate de  păsări (10): potârnichea de stâncă (Alectoris graeca saxatilis), caprimulg (Caprimulgus europaeus), șerpar (Circaetus gallicus), presură de grădină (Emberiza hortulana), Hippolais polyglotta, sfrâncioc roșiatic (Lanius collurio), ciocârlie de pădure (Lullula arborea), viespar (Pernis apivorus), silvie roșcată (Sylvia cantillans), silvie mediteraneană (Sylvia melanocephala)
Pe lângă speciile protejate, pe teritoriul sitului au mai fost identificate 12 specii de plante, 3 specii de mamifere, 1 specie de nevertebrate, 2 specii de reptile.